# 4th Pursuit Group
4th Pursuit Group – grupa lotnicza United States Army Air Service działająca przy 2 Armii. Została utworzona 25 października 1918 roku w Toul we Francji na rozkaz generała Benjamin Delahauf Foulois ówczesnego dowódcy United States Army Air Service. Na jej czele stanął major Charles John Biddle as myśliwski z eskadry 13 Aero, który pozostawał na tym stanowisku do końca wojny.  

## Skład
Jednostkami, które weszły w skład grupy były: 
- 17 Aero
- 25 Aero
- 141 Aero
- 148 Aero.